# Volkstanz

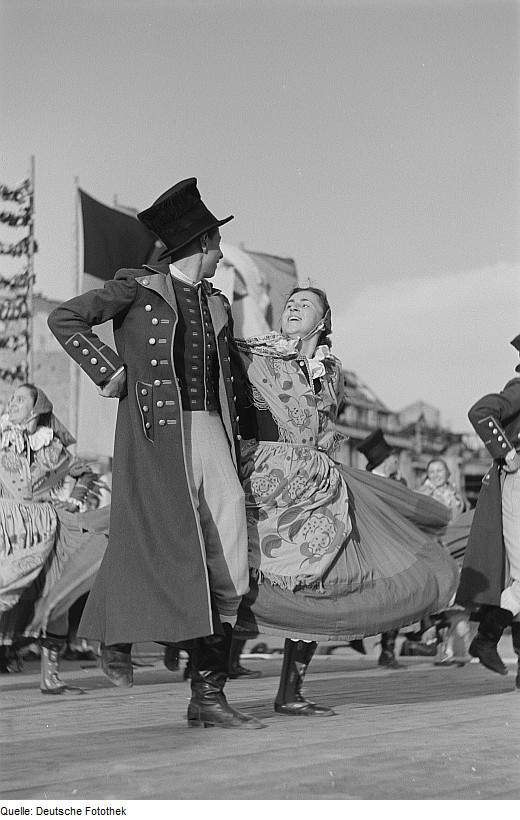
Volkstanzaufführung, 1952

Volkstänze oder Folkloretänze sind Tänze, die zu traditionellen Volksfesten oder in traditionellen Gesellschaften getanzt werden. Sie kommen praktisch in allen Kulturen vor und bilden zusammen mit der Volksmusik (nicht der volkstümlichen Musik) eine untrennbare Einheit. Im Gegensatz zu Standardtänzen sind die Bewegungsabläufe nicht so strikt festgelegt, was nicht heißt, dass sie völlig formlos getanzt werden.
Auch die zum Tanz getragene Tracht unterschied sich durch Schmuck, verwendete Stoffe, Kopfbedeckungen und Zierrat oft deutlich von der Alltagskleidung. Mit der Verdrängung der originalen Volksmusik durch Popmusik und der kommerziellen Vereinheitlichung von Volksfesten sowie dem vereinfachten Zugang zu einem größeren Freizeitangebot werden Volkstänze weniger ausgeübt, sie werden oft noch in regionalen Gruppen oder bei speziellen Tanzveranstaltungen wie zum Beispiel Kathreintanz oder Bal Folk sowie für Touristen oder bei Brauchtumsveranstaltungen getanzt.

## Volkstänze
Generell kann unterschieden werden zwischen „echten“, das heißt überlieferten Volkstänzen, die in Noten und Beschreibungen aus alten Zeiten überliefert wurden und sogenannten „Folkloristischen Tänzen“, denen eine moderne Choreographie zugrunde liegt, die häufig mit Elementen aus dem Ballett arrangiert sind und viel Theatralik beinhalten. Folkloristischer Tanz gilt als äquivalent zu der oben erwähnten volkstümlichen Musik.

## Namen von Volkstänzen
Viele Tänze erzählen eine Geschichte. Es geht häufig um alltägliche Dinge, wie die Arbeit verschiedener Handwerksberufe, um Brautschau oder Brautwerbung und andere. Daraus wurden auch die Namen der Tänze abgeleitet (zum Beispiel Töpfertanz, Hetlinger Bandriter, Kesselflicker (Tanz), Kragelunder Brauttanz).
Andere Tänze sind nach der Art der Musik benannt, der Melodie oder dem Takt. Hierbei sind die Namen der einzelnen Tänze von Region zu Region verschieden und mitunter sogar austauschbar. Heute wird oft der Ort der Aufzeichnung angeführt (Lunzer Boarisch).
Einige Tanznamen haben mit der heutigen Bedeutung des Wortes oft nichts mehr zu tun. Etwa ist der Name des in Österreich überlieferten Schwedischen eine Verballhornung des ursprünglichen Namens „Schwäbischer Walzer“. Auch beim Zwiefachen sind so wie bei etlichen anderen Tanzfamilien verschiedenste Benennungen überliefert und in verschiedenen Regionen üblich.

## Volkstänze nach Herkunft

### Tänze im deutschsprachigen Raum
Im Dezember 2015 verkündete die Kultusministerkonferenz in Deutschland, dass die Volkstanzbewegung als Kulturformen in das Bundesweite Verzeichnis des immateriellen Kulturerbes aufgenommen wird. Am 11. März 2016 erfolgte die Auszeichnung im Sinne des Übereinkommens zur Erhaltung des Immateriellen Kulturerbes der UNESCO.
Am 16. März 2011 wurde die Österreichische Volkstanzbewegung in das von der österreichischen UNESCO-Kommission geführte Verzeichnis des Immateriellen Kulturerbes in Österreich aufgenommen.

#### Niederdeutsche Volkstänze

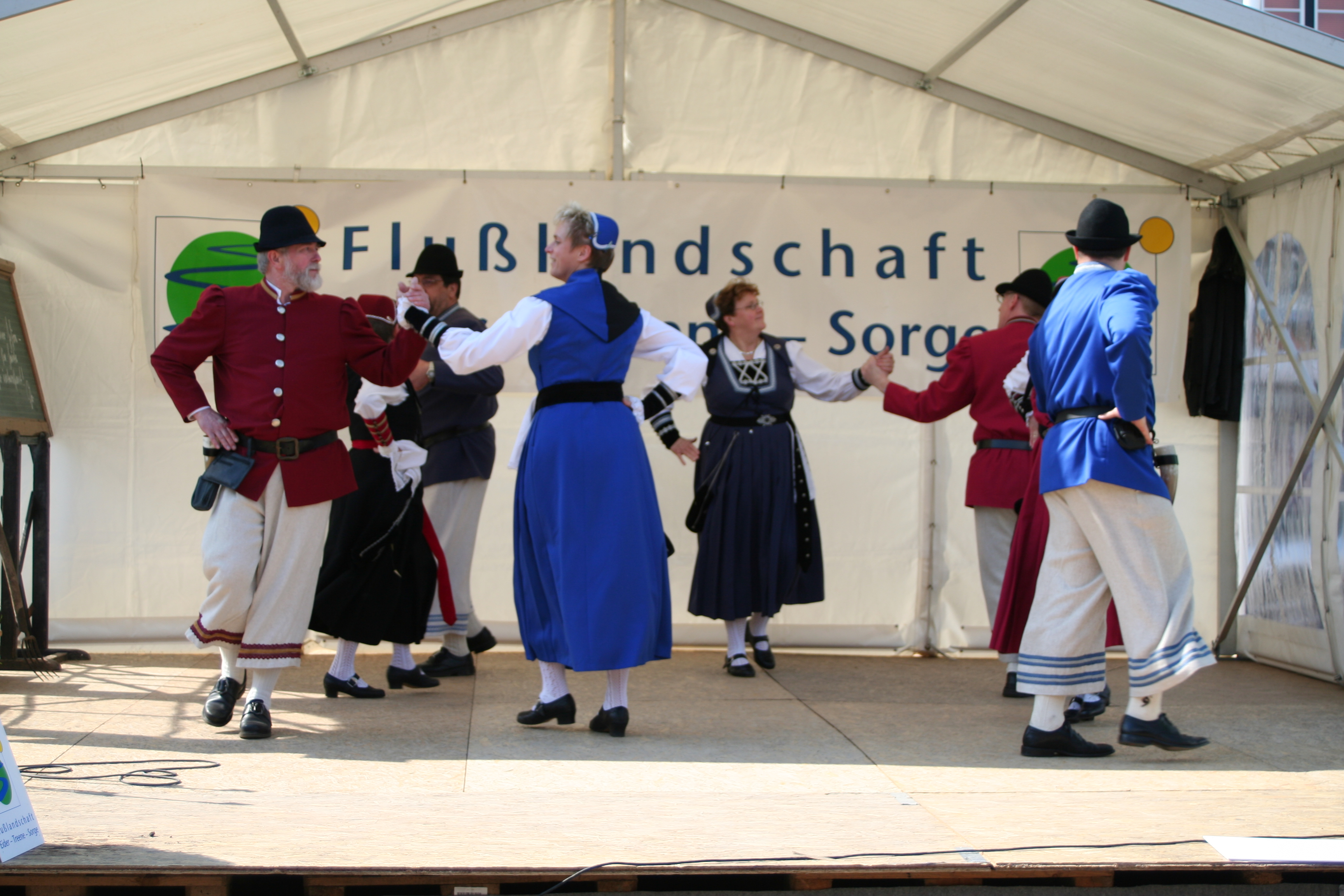
Tanzgruppe aus Dithmarschen

Tänze aus dem Raum, in dem Plattdeutsch gesprochen wird:
Dieser Sprachraum umfasst Schleswig-Holstein, Niedersachsen, Bremen, Hamburg, Mecklenburg-Vorpommern und Teile Nordrhein-Westfalens. Außerdem werden zum Bereich des niederdeutschen Volkstanzes auch Tänze aus Pommern, West- und Ostpreußen sowie den Grenzgegenden von Thüringen und Hessen gezählt.
Zu den gebräuchlichsten Tanzformen gehören:
- Paartänze
- Kreistänze
- Tempeten
- Figaro
- Reihentänze
- Trioletts
- Zweipaartänze
- Kontertänze
- Quadrillen
- Kegeltänze
- Sechs- und Achtpaartänze

Viele dieser Tanzformen und auch ganze Tänze sind in anderen Gebieten Deutschlands und zum Teil auch über die deutschen Grenzen hinaus ebenfalls verbreitet.

#### Alpenländische Volkstänze
Einige Tanzfamilien aus Bayern, Österreich und den anderen Alpenländern mit jeweils vielen Unterarten sind:
- Ländler bzw. Landler
- Mazurka
- Polka
- Schottisch
- Dreher
- Walzer (Deutscher Tanz)
- Zwiefacher

Weitere einfache Tänze sind auf der Seite Österreichischer Grundtanz gelistet.
Siehe auch: Österreichischer Volkstanz

### Europäische Volkstänze

#### Nordeuropäische Volkstänze
- Schottis in Schweden, Reinlender in Norwegen, verwandt mit dem Rheinländer
- Halling in Norwegen
- Pols in Norwegen
- Hambo (Polska) in Schweden
- Snurrebocken in Schweden
- Engelska in Schweden
- Gånglåt in Schweden

#### Irisch-schottische Volkstänze

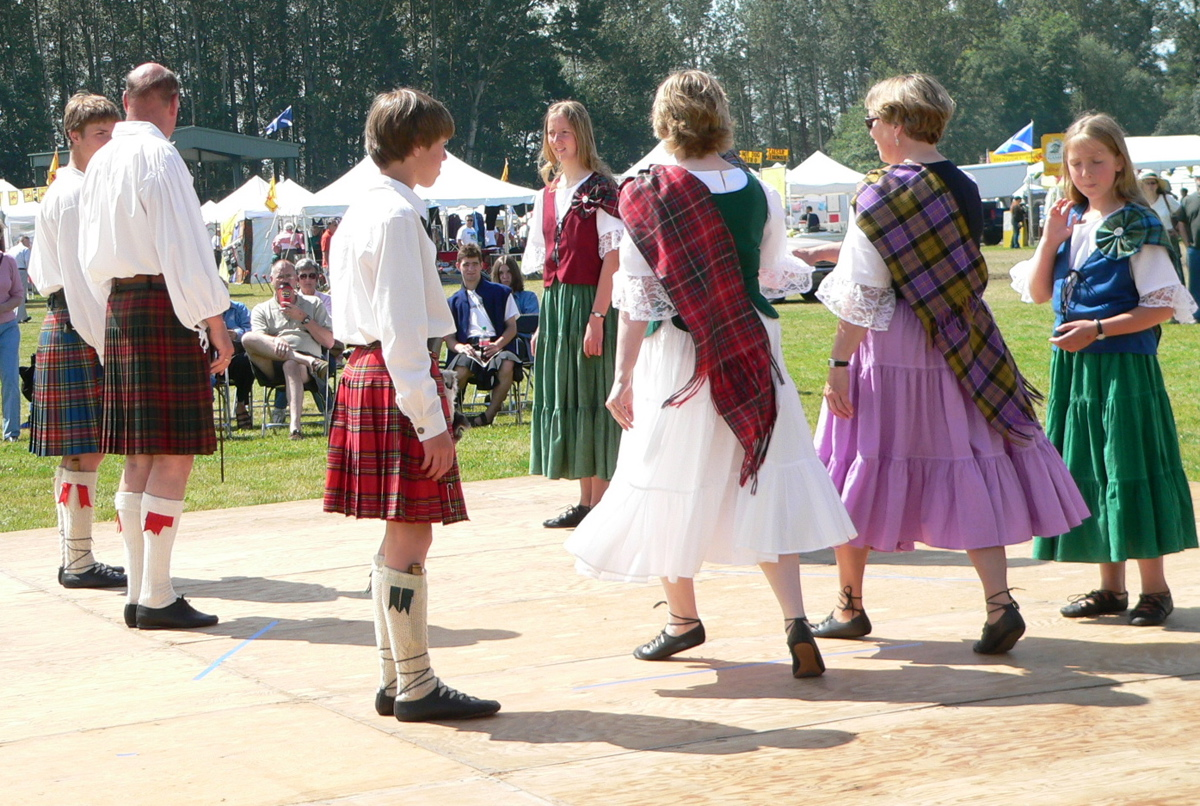
Scottish Country Dance bei den Highland Games in Mount Vernon, Washington, 2005

- Irish Dance
  - Céilí Dancing
  - Set Dance
  - Sean-nós-Tanz (Connemara)
- Hornpipe
- Jig
- Reel
- Polka
- Strathspey
- Scottish Country Dance

#### Belgische Volkstänze

##### Wallonie
In der Wallonie haben sich Maclotte als Tanzform entwickelt:
- Maclotte de Steinbach

#### Französische Volkstänze

##### Region: Elsass
- Branles
- Bauerntänze

##### Region: Nord (Picardie/Flandern/Normandie)
- Flandern

- Schommelvals

##### Region: West (Bretagne/Vendée/Poitou-Charentes)
siehe auch: Liste bretonischer Tänze
- An-Dro
- An Dro Retourné
- Avant-deux
- Branle
- Dañs Kef
- Dañs Plinn
- Dañs Leon (Dañs tro)
- Dañs round
- Fisel
- Gavotte Montagne
- Gavotte Pourlet
- Hanter-dro
- Jilgodenn
- Kost ar c'hoat
- Laridée 8 temps
- Limousine
- Maraîchines
- Marchoise
- Passepied (Pach Pi)
- Pile Menu
- Quadrille de Locquenole
- Ridée 6 temps
- Rond de Landéda
- Rond de Loudeac
- Rond de Saint-Vincent
- Trompeuse de Dinan
- Polka des Allumettes

##### Region: Aveyron
- Mazurka a Rigal

##### Region: Correze
- Mazurka a pechadre

##### Region: Centre (Berry, Bourbonnais, Morvan, Nivernais, Auvergne)
- Berry

- Bourrée droite d’Issoudun
- Bourree de l'Etoile
- Rond d’Argenton
- Bourrée tournante des Grandes Poteries
- Bourrée des Dindes

- Bourbonnais

- Bourrée les Moutons
- Bourree croisee

- Nivernais

- Bourrée à Linard

- Morvan

- Bourrée carrée d’Arleuf
- Bourrée à trois croisée

- Auvergne

- La Montagnarde
- Bourrée ronde
- Schottisch “Plant'un cao” (plante un chou)

##### Region: Provence

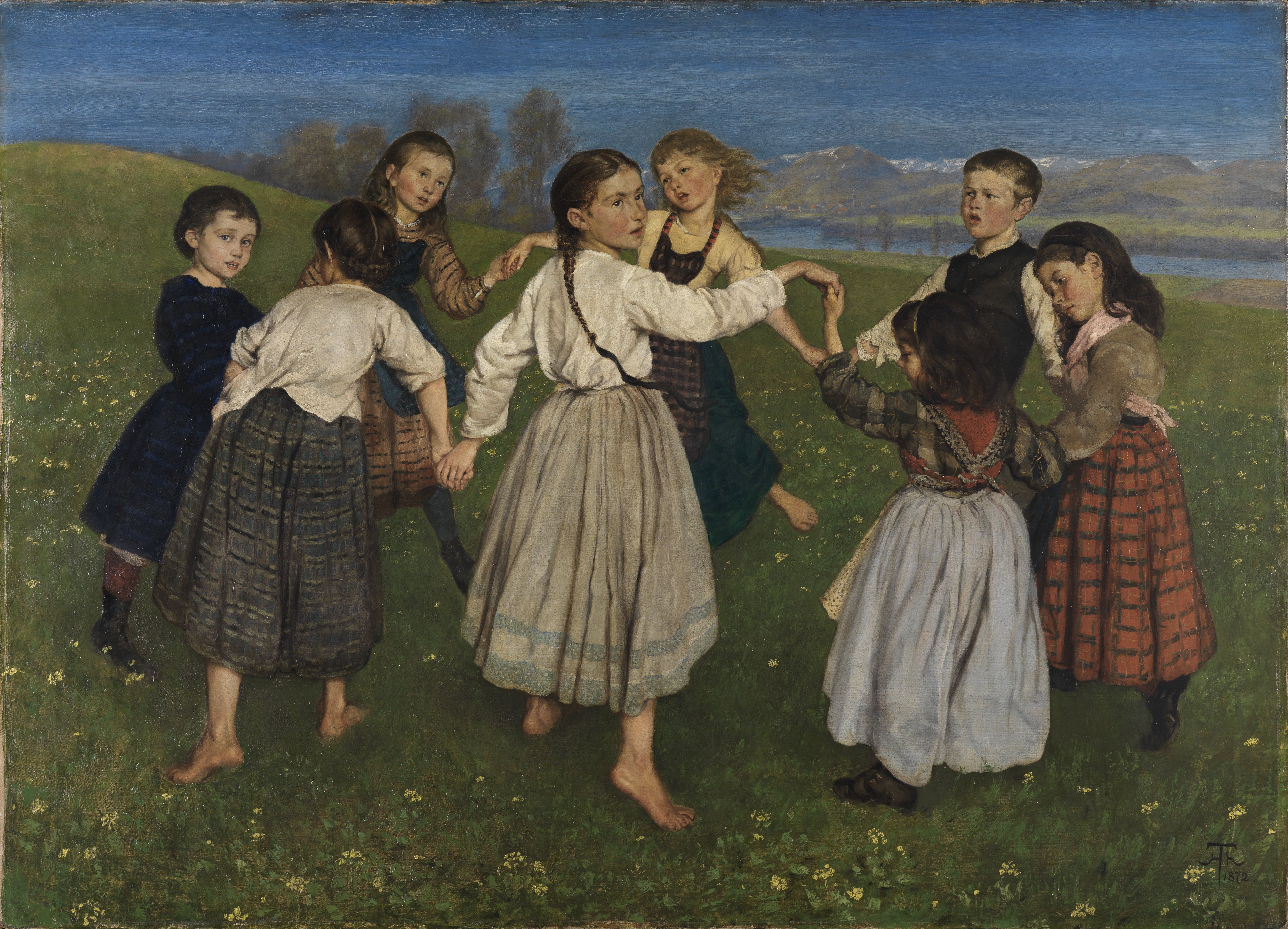
Farandole. Gemälde von Hans Thoma, 1884

- Brandi
- Farandole

##### Region: Südwest (Gascogne/Béarn)
- Rondeau en chaine
- Rondeau des Landes
- Rondeau en couple
- Rondeau à deux du Savès
- Congo du Captieux
- Congo de Luxey
- Courante de Lomagne
- Yousca à quatre
- Saut béarnais
- Branle de la Vallée d'Ossau
- Branle du Haut-Agenais
- “Sept sauts” du Béarn

#### Italienische Volkstänze
- Saltarello
- Tarantella
  - Pizzica
  - Viddaneddha
  - Siciliana

#### Spanische Volkstänze
- Jota (Tanz)
- Fandango
- Sevillana

##### Region: Baskenland
- Zazpi-jauzi

##### Region: Katalonien
- Sardana

##### Region: Navarra
- Carnaval de Lantz

#### Griechische Tänze
- Ballos
- Chasaposervikos
- Chasapiko
- Sarto
- Karagouna
- Kalamatianos
- Tsamikos
- Pogonissios (Nordgriechisch/Albanisch)
- Syrtos

#### Bulgarische Volkstänze
- Butschimisch (Bučimiš)
- Tschetvorno
- Dajtschovo
- Danec
- Deninka
- Eleno mome
- Grantscharsko
- Graovsko
- Gankino
- Ginka
- Horo za pojas
- Jove malaj mome
- Kopanica (siehe Gankino)
- Krivo Horo
- Opas
- Pajduschko
- Petrunino
- Pravo Horo
- Ratschenitza
- Sborenka
- Svornato
- Tropanka
- Varnensko
- Vlaschko

#### Rumänische Volkstänze
- Alunelul
- Alunelul Batut
- Briul pe opt
- Hora
- Jocul (de a lungul)
- Joc (din Patru/Aroman/de Leagane/Batranesc)

#### Weitere europäische Volkstänze
- Chorowod russisch, ukrainisch, belarussisch
- Csárdás ungarisch
- Drmeš kroatisch
- Hopak ukrainisch
- Jenkka finnisch
- Kamarinskaya russisch
- Kasatschok russisch bzw. ukrainisch
- Kettentanz färöisch
- Kolo (Tanz) kroatisch, bosniakisch, serbisch
- Linđo kroatisch
- Lovzar inguschisch, tschetschenisch
- Mlyn (Mühlentanz) sorbisch
- Polka tschechisch und ganz Europa
- Rancho portugiesisch
- Reigen
- Schwerttanz
- Trepak russisch bzw. ukrainisch

### Volkstänze aus anderen Erdteilen

#### Volkstänze in Asien
Assyrische (auch bekannt als Aramäische oder Chaldäische) Volkstänze
- Bagiye
- Sheikhani
- Azia Tamma
- Khigga
- Hurse

##### Türkische Volkstänze

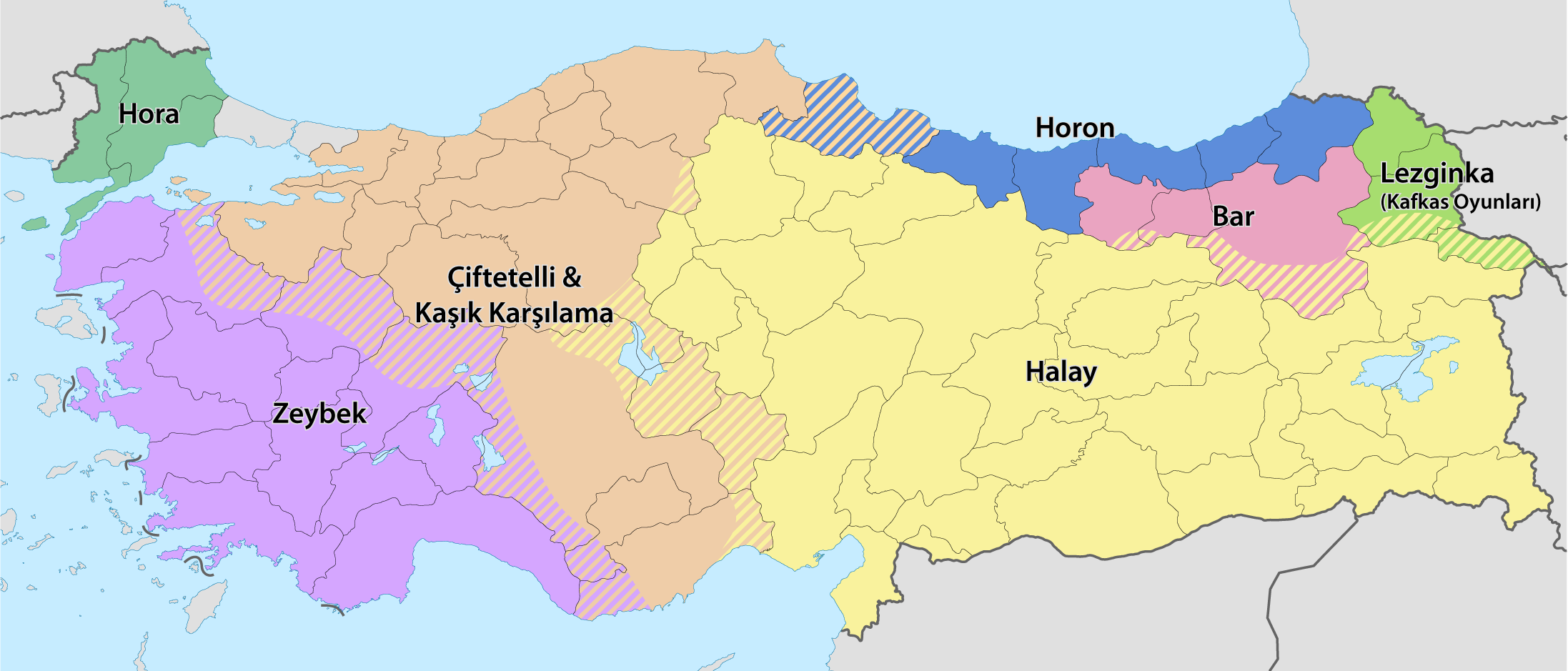
Regionen der Türkei mit ihren typischen Tanzformen

- Halay
- Horon
- Zeybek
- Tsifteteli (Çiftetelli)
- Bar
- Hora
- Lezginka
- Kolbastı
- Roman
- Harmandali
- Kerimoglu
- Artvin
- Gandagan
- Oyun Havasi
- Hekimoğlu
- Cökertme

##### Türkmenistan
- Kyushtdepdi

##### Israelische Volkstänze
- Hora
- Debka

##### Japanische Volkstänze
- Bon-odori (z. B. Awa Odori)

##### Afghanische Volkstänze
- Atan

#### Afrikanische Volkstänze

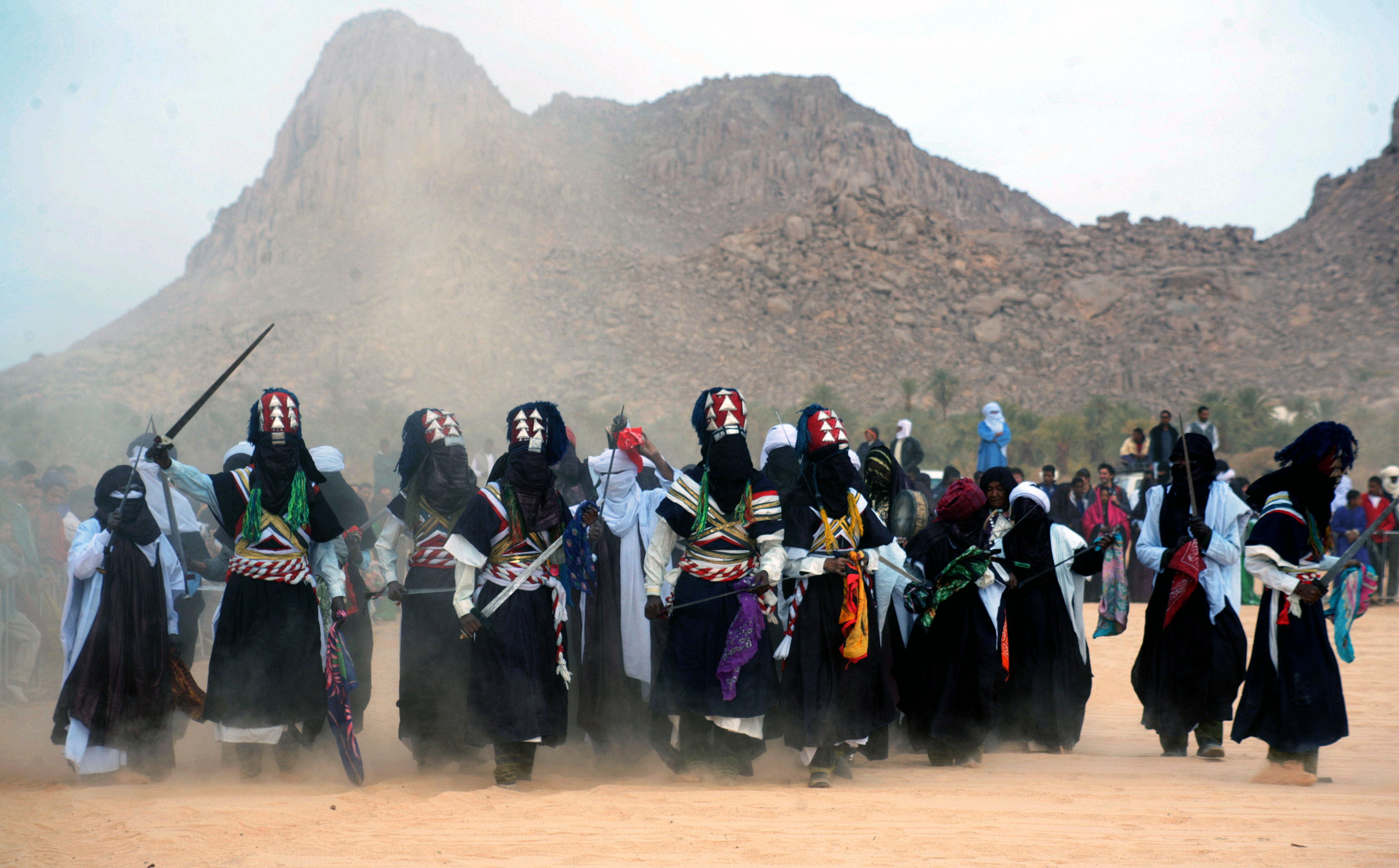
Sebiba, Männertanz der Tuareg

- Sebiba

##### Arabische Volkstänze
- Abdaoui
- Baladi
- Dabke

#### Nordamerikanische Volkstänze
US-amerikanische Volkstänze
- Line Dance
- Round Dance
- Square Dance
- Clogging

Kanadische Volkstänze
- Scatter Promenade
- La Bastringue

#### Südamerikanische Volkstänze
Mexikanische Volkstänze
- Las Chiapanecas
- Corrido
- Jesusita en Chi hua hua
- Baila
- Járabe

##### Brasilianische Volkstänze
- Capoeira
- Forró
- Samba

##### Bolivianische Volkstänze
- Carnaval Betanceño
- Carnaval Vallegrandino
- Caporales
- Chacarera
- Cueca
- Diablada
- Huayño
- Kullawada
- Llamerada
- Macheteros
- Morenada
- Pujllay
- Saya
- Suri Sicuri
- Taquirari
- Tinku

Chilenische Volkstänze
- Trastrasera
- Sirilla
- Resfalosa
- Chachimbo

##### Peruanische Volkstänze
- Marinera Norteña
- Cuadro criollo (Vals criollo, Marinera Limeña, La Resbalosa)
- Marinera Ayacuchana
- Tondero
- Huaylash
- Valicha
- Carnaval de Tinta
- Carnaval de Arapa
- Carnaval de Quota
- Sicuris
- Danza de tijeras
- Negrillos
- Pacasito
- Landó
- Festejo
- Zamacueca
- Alcatráz
- Movido típico
- Shapis
- Son de los diablos
- Caporales
- Selvatica/Anaconda
- Marinera Limeña